# Perrigny (Yonne)
Perrigny ist eine französische Gemeinde mit 1.254 Einwohnern (Stand: 1. Januar 2022) im Département Yonne in der Region Bourgogne-Franche-Comté; sie gehört zum Arrondissement Auxerre und zum Kanton Auxerre-2. 

## Geographie
Perrigny liegt etwa vier Kilometer nordwestlich des Stadtzentrums von Auxerre. Umgeben wird Perrigny von den Nachbargemeinden Appoigny im Norden, Monéteau im Nordosten, Auxerre im Osten und Südosten, Saint-Georges-sur-Baulche im Süden, Charbuy im Westen sowie Branches im Nordwesten.

## Bevölkerungsentwicklung
| Jahr                       | 1962 | 1968 | 1975 | 1982 | 1990 | 1999 | 2006 | 2018 |
| Einwohner                  | 525  | 520  | 711  | 1169 | 1103 | 1122 | 1151 | 1266 |
| Quellen: Cassini und INSEE |      |      |      |      |      |      |      |      |

## Sehenswürdigkeiten
- Kirche Saint-Cyr
- Steinbrücke der Route nationale 6 über den Baulche an der Gemeindegrenze zwischen Perrigny und Monéteau, Monument historique